# زمن الخوف (مسلسل)
زمن الخوف مسلسل درامي سوري اجتماعي، تأليف خالد خليفة، وإخراج إيناس حقي. بدأ عرضُه على قناة أوربت في رمضان سنة 1428هـ/ 2007م، يتألف المسلسل من 30 حلقة.

## قصة المسلسل
ترصد هذه الدراما حقبة مفصلية عاشتها المنطقة العربية في الفترة الفاصلة بين الاجتياح الإسرائيلي لبيروت وحرب الخليج الثانية وذلك من خلال عائلة فاضل موظف الجمارك الذي يعيش قلقاً ويعيد التفكير بحياته من جديد، فيترك زوجته الثانية بديعة التي عاشت معه أربع سنوات ويفكر للمرة الأولى بالصلاة والبقاء بعيداً عن الرشاوي وينتقل للعمل في الأرشيف. كما يرصد حياة أولاده وهم: صبحي الابن الأكبر، وهو رجل طيب القلب وسند العائلة، يعمل كتاجر غنم وهو أيضاً شريك عمه أبو نعيم في محل بيع اللحوم بالجملة المحاط بأسرار عمله مع رجال أقوياء. أما الأخ الأصغر حسين فهو طالب بالجامعة ومقاتل يساري انضم إلى صفوف الفدائيين الفلسطينيين. وللعائلة ابنتان، الكبرى هي زكية التي يبدأ الرفض لديها من اسمها فتسمى نفسها زيزي وتتحدى صورة أبيها الجديدة وتستقل بذاتها، أما زهرة الصغرى فهي فتاة طيبة القلب ومحافظة وتشكل نموذجاً لفتيات كثيرات وجدن خلاصهن في الدين. ويتابع المسلسل أيضاً سيرة عائلة أبو نعيم وما يعانيه أفرادها من مشاكل بالإضافة إلى حكايات كثيرة لشخصيات مرتبطة مع هاتين العائلتين وأخرى تعبر عن الشرخ الكبير في هذه الفترة الزمنية الخطيرة وصولاً إلى حرب الخليج الثانية وتجلي صورة الخراب الكبير في كل أرجاء الوطن العربي.

## الممثلون
- دينا خانكان
- امل عرفة
- سليم صبري
- نادين
- مكسيم خليل
- نضال نجم
- سوسن ارشيد
- تولين البكري
- خالد القيش
- سلافة معمار
- رضوان عقيلي
- عبد الهادي صباغ
- باسم ياخور